# Tim Stöhr
Tim Stöhr (* 3. August 1996 in Rottweil) ist ein deutscher Volleyballspieler.

## Karriere
Tim Stöhr wuchs mit seiner Schwester Celin Stöhr in Villingendorf auf und begann seine Karriere beim TSV Rottweil. Anschließend spielte er beim TV Rottenburg. Stöhr spielte von 2011 bis 2015 mit wechselnden Partnern bei Nachwuchsturnieren der Landesmeisterschaft und deutschen Meisterschaft auch Beachvolleyball. 2013 ging er zu den Volley Youngstars, dem Nachwuchsteam des VfB Friedrichshafen. Mit dem Team spielte er drei Jahre lang in der Zweiten Bundesliga Süd und wurde zweimal deutscher Meister der U20. Die zweite Hälfte der Saison 2015/16 verpasste der Außenangreifer wegen einer Verletzung an der Schulter.
2016 wechselte Stöhr zum Erstligisten TV Bühl. In der Saison 2016/17 erreichte er mit Bühl das Viertelfinale im DVV-Pokal und in den  Bundesliga-Playoffs. Im DVV-Pokal 2017/18 kamen die Bühler ins Finale gegen den VfB Friedrichshafen und mussten sich im Playoff-Viertelfinale demselben Gegner geschlagen geben. In der folgenden Saison spielte Stöhr als Libero. Bühl unterlag im Pokal-Achtelfinale und Playoff-Viertelfinale. Nach der Saison wurde Stöhr erstmals in den erweiterten Kader der deutschen Nationalmannschaft berufen. Im DVV-Pokal 2019/20 kam er mit Bühl ins Viertelfinale und in der abgebrochenen Bundesliga-Saison stand der Verein auf dem vorletzten Tabellenplatz. Bei Testspielen gegen Polen hatte Stöhr im Juli 2020 seine ersten Einsätze in der Nationalmannschaft. 2020/21 spielte Stöhr im Verein wieder als Außenangreifer. Bühl erreichte im DVV-Pokal und den Bundesliga-Playoffs jeweils das Viertelfinale, zog sich aber nach der Saison aus der ersten Liga zurück.
Stöhr wurde daraufhin vom Ligakonkurrenten SVG Lüneburg verpflichtet. Mit den Lüneburgern erreichte er das DVV-Pokalfinale gegen Friedrichshafen. In der Bundesliga schied die SVG im Viertelfinale aus. In der Saison 2022/23 spielte der Außenangreifer beim italienischen Verein Stadium Pallavolo Mirandola. Danach war er in Rumänien bei SCM Craiova aktiv. Im November 2024 wurde er nachträglich vom Bundesligisten SWD Powervolleys Düren verpflichtet. Dort half er angesichts großer personeller Probleme bin Ende Januar 2025 aus.